# 桑克 (瓦兹省)
桑克（法語：Cinqueux，法語發音：[sɛ̃kø]）是法国瓦兹省的一个市镇，位于该省中部略偏南，属于克莱蒙区。

## 地理
桑克（49°19'8"N, 2°31'36"E）面积6.79 平方千米，位于法国上法蘭西大區瓦兹省，该省份为法国北部内陆省份，北起索姆省，西接厄尔省和滨海塞纳省，南至塞纳-马恩省和瓦兹河谷省，东临埃纳省。
与桑克接壤的市镇（或旧市镇、城区）包括：大萨西、昂日库尔、布勒努耶、蒙索、里约、罗苏瓦。

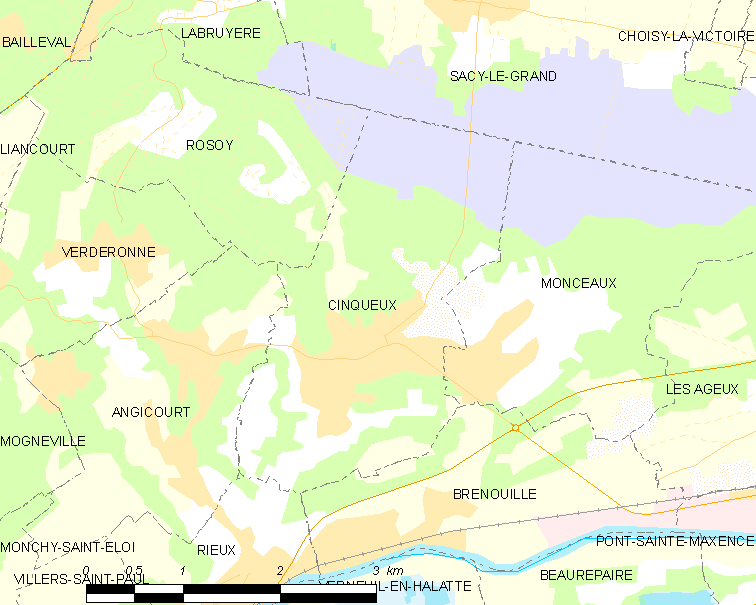
的OSM定位图

桑克的时区为UTC+01:00、UTC+02:00（夏令时）。

## 行政
桑克的邮政编码为60940，INSEE市镇编码为60154。

## 政治
桑克所属的省级选区为蓬圣马克桑斯县。

## 人口

1962-2008年间人口变化图示

桑克于2022年1月1日时的人口数量为1638人。